# Avenida Tapajós
A Avenida Tapajós é uma das principais avenidas da cidade brasileira de Santarém, Pará. Está localizada nas margens do Rio Tapajós e por isso recebe este nome. Considerada um dos principais logradouros da cidade, na avenida estão localizados a Orla de Santarém, O Mercado Municipal, O Mercadão 2000, O Terminal Turistico, muitos prédios históricos, entre outros importantes locais muito frequentados pela população.